# Christine Ladd-Franklin
Christine Ladd-Franklin (Windsor, 1 de dezembro de 1847 - Nova Iorque, 5 de março de 1930) foi uma psicóloga, lógica e matemática estadunidense. Foi a primeira mulher a conseguir os requisitos para a obtenção de um doutorado na Universidade Johns Hopkins, em 1882. Por ser mulher, ela não conseguiu obter o título pelos 44 anos seguintes, até 1926, com quase 80 anos.

## Biografia

### Primeiros anos
Christine nasceu em 1847, em Windsor, Connecticut. Era filha de Eliphalet Ladd, comerciante e Augusta Niles Ladd, dona de casa. Tinha um irmão mais novo, Henry, nascido em 1850 e morou com a família ainda criança na cidade de Nova Iorque. Em 1853, a família retornou para Windsor, onde sua irmã Jane Augusta nasceu no ano seguinte.
Ainda criança, Christine era levada pela mãe e pela tia, Juliet Niles, em grupos femininos de leitura e em reuniões de sufragistas, pois ambas acreditavam firmemente na igualdade de direitos da mulher. Sua mãe, Augusta, acreditava que as mulheres tinham o direito a ter as mesmas posições e cargos que os homens tinham e que pertenciam a todos os lugares que os homens também frequentavam. Augusta queria instigar os mesmos princípios nas filhas para que elas pudessem crescer e ter sucesso em suas escolhas, e não apenas atender às expectativas da sociedade.
Augusta morreu em 1860 devido à uma pneumonia. Assim Christine foi morar com a avó paterna em Portsmouth, New Hampshire, onde passou a ir à escola. Seu pai se casou novamente em 1862 e lhe deu uma meia-irmã, Katherine, nascida no mesmo ano e um meio-irmão, George, em 1867. Christine cresceu com bastante autonomia e os desejos de sua mãe de lhe dar a melhor educação possível foram atendidos por seu pai, quando ele a matriculou em um curso de dois anos em Wilbraham, Massachusetts. Lá ela teve aulas que hoje consideraríamos pré-vestibulares, que preparava os alunos para ingressar nas melhores universidade.
Em 1865, ela se formou como oradora da turma e decidiu continuar os estudos no Vassar College com o apoio de sua família. Cartas de sua família mostram apoio incondicional, inclusive com apoios aos direitos das mulheres. Seu pai sendo professor era um de seus grandes apoiadores.
No outono de 1866, ela se matriculou no Vassar College com um empréstimo da tia, mas os problemas financeiros a impediram de continuar o curso, tendo estudado lá até a primavera. Enquanto estava sem estudar, ela trabalhou como professora de escolas públicas, até que a ajuda da tia a fez retornar para o Vassar College em 1869, onde trabalhou como assistente da professora de astronomia, Maria Mitchell, famosa por ter sido a primeira mulher a descobrir um cometa, usando um telescópio, em 1847.
Christine apoiava o sufrágio e lutou para inspirar mulher a ter mais autoestima e prosseguir em ramos dominados por homens enquanto estudava no Vassar. Com o auxílio de Maria Mitchell, ela perseverou e rapidamente desenvolveu um encanto pela física e pela matemática. No entanto, mulheres no século XIX não eram permitidas em laboratórios dominados por homens e assim ela não pode prosseguir na física, tendo que escolher a matemática no lugar.
Depois da formatura, Christine passou a ensinar física e matemática no ensino médio, em Washington, na Pensilvânia. Nesta época, ela contribuiu na resolução de dezessete problemas matemáticos no livro Educational Times. Também publicou em revistas de matemática e periódicos da área.

## Johns Hopkins University
Em 1878, Christine foi aceita na Johns Hopkins University com a ajuda de James Joseph Sylvester, matemático inglês que lembrou-se de seus trabalhos no Educational Times. Sua matrícula para a universidade foi escrita com a abreviação "C. Ladd", e a universidade ofereceu-lhe uma bolsa de estudos sem saber que era uma mulher. Ela estudou por três anos com a bolsa, mas os decanos a impediram de ter o nome impresso nas circulares do campus por medo de abrir um precedente e serem obrigados a aceitar mais mulheres. Sua presença no campus acabou gerando discórdia entre os decanos, causando a demissão de alguns deles.
Como a universidade não permitia co-orientação, Christine foi autorizada a ter aulas com James Joseph Sylvester. Depois de mostrar excelência nas aulas dele, ela foi autorizada a ter aulas com diferentes professores. Entre 1879 e 1880, ela teve aulas com Charles Sanders Peirce, que se tornaria o primeiro psicólogo experimental dos Estados Unidos. Sua tese, On the Algebra of Logic, foi publicada em 1883 e saiu com o nome do orientador, Charles Sanders Peirce. Por seus estudos com Peirce e Sylvester, Christine se tornou a primeira mulher nos Estados Unidos a obter graduação tanto em matemática quanto em lógica. Como mulheres não tinham permissão para se graduar, a universidade não lhe concedeu o título de doutora em Matemática e Lógica, mesmo tendo todos os requisitos e créditos para isso. O doutorado só lhe foi concedido em 1827, 44 anos depois, aos 78 anos de idade.
Christine se apaixonou e se casou com um colega, Fabian Franklin, doutor em matemática e se tornou Christine Ladd-Franklin. O casal teve dois filhos, sendo que um morreu ainda na infância. A outra, Margaret Ladd-Franklin, se tornaria figura central no movimento sufragista americano. Christine escrevia com frequência sobre as injustiças que observava sobre o sexo feminino. Em uma das passagens de seu diário, ela descreve seu desapontamento com as visões da sociedade sobre as mulheres.
| “ | Desprezo tanto a ideia de que as mulheres não são tão competentes para cuidar de si mesmas como homens, que elas não podem decidir por si mesmas quando ir para a cama e quando se levantar, quanto exercício fazer, quanto orar e ir à igreja. Minha maior objeção é para a classe de meninas que vêm aqui e para a atmosfera social e política do lugar... Eu conheço apenas uma garota que se declara pelos direitos das mulheres. | ” |

Em outra passagem, ela fala sobre a falta de reconhecimento de mulheres que obtiveram títulos em escolas e universidades:
| “ | Isso é o que acontece com as moças inteligentes - elas vão para a Alemanha e pegam diplomas lindamente assinados e carimbados, que atestam que elas são doutoras em filosofias e depois nada acontece. Eles não nada além de uma satisfação vazia e exposição sem sentido. | ” |

Em 1893, ela tentou um cargo de professora na universidade onde fez o doutorado, mas não conseguiu. Mesmo com todos os revezes, ela persistiu. Onze anos depois, em 1904, ela finalmente conseguiu a autorização necessária para dar aulas, mas apenas uma por ano. Pelos próximos cinco anos, seu cargo na Johns Hopkins tinha que ser renovado anualmente, até 1909. Mulheres que tivessem a sorte de se formar em uma universidade muitas vezes tinham a chance de lecionar, ainda que sem salário, assim como Christine. Muitos dos cargos de professora que ela teve foram baseadas no voluntariado, o que gerou uma crise financeira para ela e a família.

## Contribuições
Depois de deixar Johns Hopkins, Christine trabalhou com o psicólogo alemão, Georg Elias Müller, que conduzia um trabalho experimental sobre a visão. Ainda que a presença de mulheres em laboratórios fosse mal vista nos Estados Unidos, ela persistiu no trabalho. Ela também trabalhou com Hermann von Helmholtz, de quem assistiu a várias palestras sobre a visão colorida. Depois dessas palestras, ela desenvolveu sua teoria sobre a visão em cores, publicada em 1929.

### Visão colorida
A teoria sobre a visão em cores foi uma de suas grandes contribuições para a ciência e para a psicologia, que baseou inteiramente na evolução. Ela notou que muitos animais não enxergar as cores, assumindo-se então que a visão em preto e branco surgiu primeiro e a visão em cores apareceu depois. Christine também indicou que a visão humana detinha fragmentos desta evolução. Ela observou que a parte mais evoluída do olho é a fóvea, onde, pelo menos à luz do dia, a acuidade visual e a sensibilidade à cor são maiores. A visão periférica (fornecida pelos bastonetes da retina) era mais primitiva do que a visão da fóvea (proporcionada pelos cones da retina), porque a visão noturna e a detecção do movimento são cruciais para a sobrevivência.
Assim, ela concluiu que a visão em cores se desenvolveu em três estágios: acromática (preto e branco); sensitividade para azul e amarelo e; vermelho e verde. Como a sensitividade para vermelho e verde se desenvolve por último, isso explica porque tantas pessoas sofrem de daltonismo, que afetam a percepção de verde e vermelho. Uma pequena parcela da população não consegue enxergar azul e amarelo. Como a visão em preto e branco se desenvolve primeiro, isso explica porque a maioria da população não é afetada pela cegueira destes tons.

### Matemática e lógica
Christine foi a primeira mulher a publicar um artigo na revista Analyst. Ela logo se tornaria a primeira mulher a obter um doutorado em matemática e lógica. Grande parte de suas publicações eram nessas áreas e nos processos visuais. Suas visões sobre lógica influenciaram os trabalhos de Charles S. Peirce.

### Psicologia
Christine foi uma das primeiras mulheres a ingressar na American Psychological Association, em dezembro de 1893. De 1894 a 1925, Christine apresentou trabalhos em todos os encontros da associaçaõ. Foi também uma das primeiras mulheres na Optical Society of America (OSA), em 1919. Foi um membro proeminente e atuante no movimento pelos direitos da mulher até sua morte.

## Morte
Christine morreu em 5 de março de 1930, em sua casa, em Nova Iorque, aos 82 anos, devido à uma pneumonia.